# Tallinn Open
Tallinn Open je profesionální tenisový turnaj žen konaný v estonském hlavním městě Tallinnu. Založen byl v roce 2022 jako součást okruhu WTA Tour, v jehož rámci se koná v kategorii WTA 250. Probíhá během podzimní části evropské sezóny v komplexu sportovního centra Forus Spordikeskus na krytých dvorcích s tvrdým povrchem.

## Historie
Do 39. týdne kalendáře sezóny 2022 byl Tallinn Open zařazen dodatečně v květnu po zrušení všech čínských turnajů WTA kvůli obavám o bezpečnost čínské tenistky Pcheng Šuaj, která v listopadu 2021 obvinila bývalého vicepremiéra Čanga Kao-lia ze sexuálního násilí.
Záměr uspořádat historicky první estonský turnaj na okruhu WTA Tour byl medializován během února 2022, s nabídkou minimálně tříletého pořadatelství ze strany Ženské tenisové asociace. Projekt ve svém rodišti podpořila estonská jednička a členka světové desítky Anett Kontaveitová. Naopak odmítavě se k němu postavila estonská premiérka Kaja Kallasová, když sdělila, že se jedná o událost bez zjevého ekonomického profitu a ne tak vrcholnou akci, aby zasluhovala státní podporu.
Dějištěm je komplex sportovního centra Forus Spordikeskus, jež získalo název v květnu 2021 po sloučení Tenisového centra Tondi a Sportovního centra Karulaugu. Do soutěže dvouhry nastupuje třicet dva hráček a čtyřhry se účastní šestnáct párů.

## Přehled finále

### Dvouhra
| Rok  | vítězka            | finalistka         | výsledek |
| ---- | ------------------ | ------------------ | -------- |
| 2022 | Barbora Krejčíková | Anett Kontaveitová | 6–2, 6–3 |

### Čtyřhra
| Rok  | vítězky                               | finalistky                                        | výsledek         |
| ---- | ------------------------------------- | ------------------------------------------------- | ---------------- |
| 2022 | Ljudmyla Kičenoková Nadija Kičenoková | Nicole Melicharová-Martinezová Laura Siegemundová | 7–5, 4–6, [10–7] |